# Afrikaanse oehoe

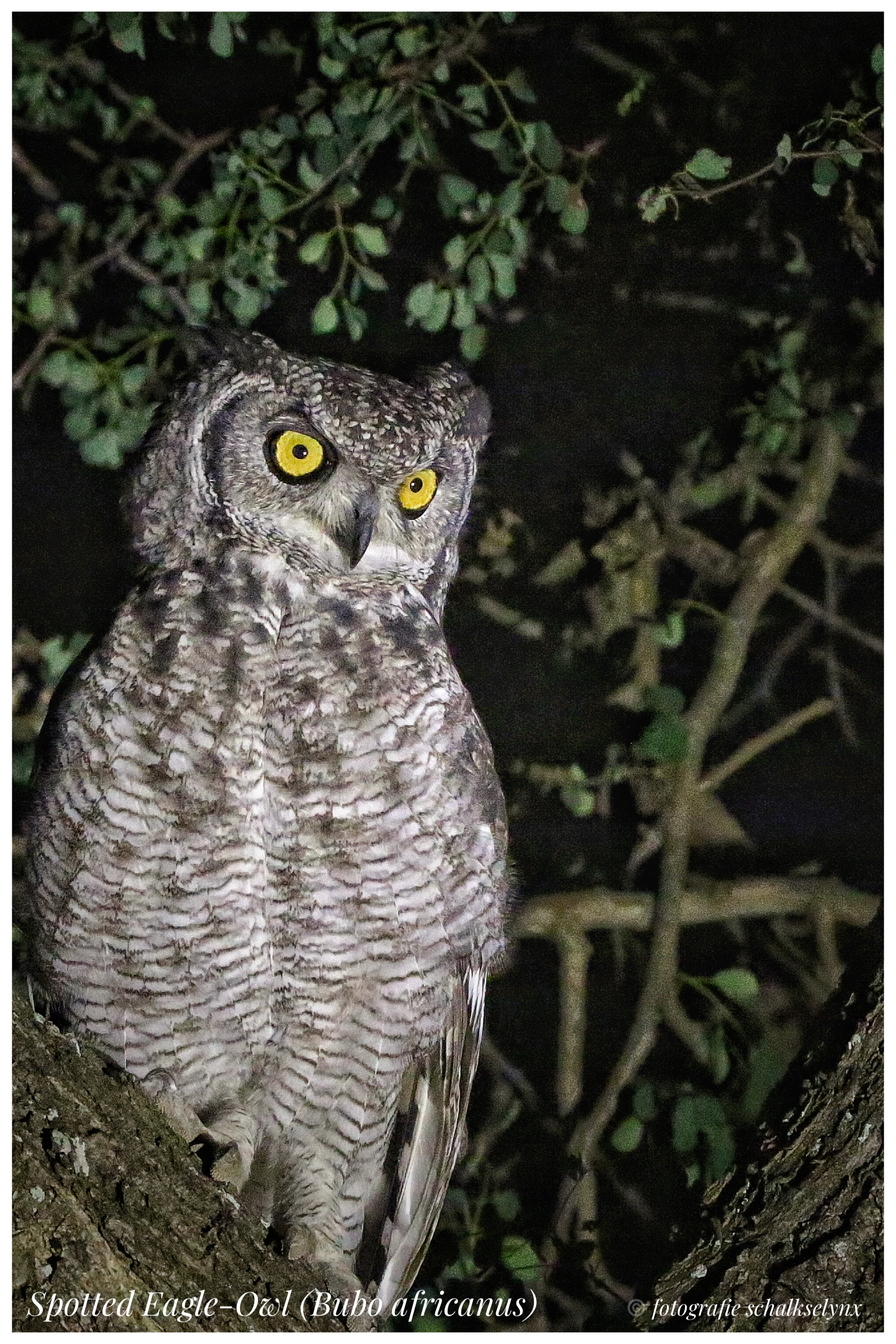
Foto gemaakt tijdens een avond game drive in het Balule natuur reservaat te Hoedspruit (Zuid-Afrika)

De Afrikaanse oehoe (Bubo africanus) is een oehoe uit de familie Strigidae. Deze uil komt voor in Sub-Saharisch Afrika.

## Kenmerken
Deze oehoe is gemiddeld 45 cm lang en weegt 490 tot 620 g (mannetje) en 640 tot 850 g (vrouwtje). Voor een soort oehoe is het een betrekkelijk kleine uil; de gewone oehoe uit Eurazië is bijvoorbeeld 70 cm lang en kan 3 kilo wegen. De vogel heeft rechtopstaande oorpluimen en lijkt sterk op de grijze oehoe (B. cinerascens). De Afrikaanse oehoe is bruingrijs met roodbruine vlekken. De vleugelpennen en de staartpennen vertonen duidelijke brede banden. De snavel is zwart en de iris is geel.

## Verspreiding en leefgebied

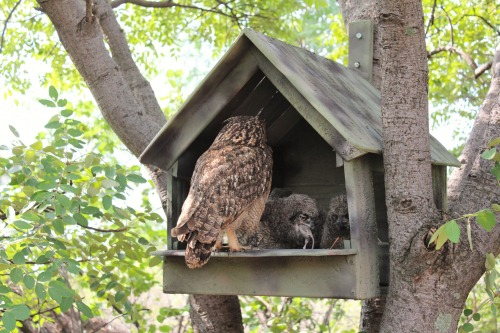
Afrikaanse oehoe bij nestkast van gerecycled plastic

Deze soort komt voor in zuidelijk Congo-Kinshasa tot centraal Kenia zuidelijk naar Zuid-Afrika.
Het leefgebied is zeer gevarieerd. Deze oehoe wordt aangetroffen in droog rotsig gebied of gebied met afwisselend lage heuvels, grasland, struikgewas en droog half open bosgebieden zoals savanne. De vogel mijdt dicht bos en wordt in berggebieden tot 2100 m boven de zeespiegel aangetroffen.

## Status
De grootte van de wereldpopulatie is niet gekwantificeerd. De vogel is wijd verspreid en algemeen. Men veronderstelt dat de soort in aantal stabiel is. Om deze redenen staat de Afrikaanse oehoe als niet bedreigd op de Rode Lijst van de IUCN.